# Geschiedenis van Saoedi-Arabië
Dit artikel gaat over de geschiedenis van Saoedi-Arabië.

## Oudheid
De eerste sporen van menselijke aanwezigheid op het Arabisch schiereiland dateren terug tot twintigduizend jaar geleden. Het ruwe en warme klimaat zorgde er echter voor dat er weinig permanente bewoning was in het gebied. Er waren een paar kleine handelsnederzettingen, zoals Mekka en Medina, maar de rest van de bewoners waren voornamelijk nomadenstammen.

## Opkomst van de islam

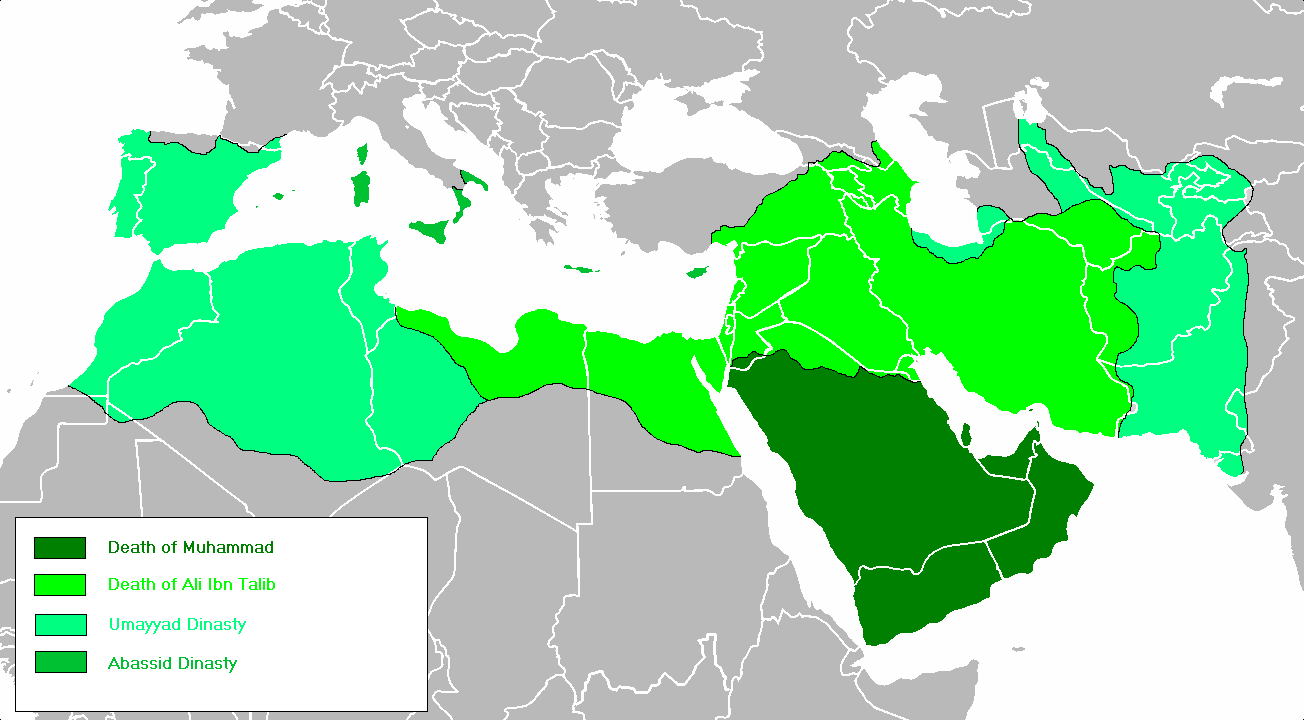
Arabië onder Mohammed en het Arabische Rijk.

Mohammed werd rond het jaar 571 in Mekka geboren en begon rond 610 zijn boodschap uit te dragen. In 622 verhuisde hij naar Medina. Vandaar uit wist hij samen met zijn bondgenoten de stammen van Arabië te verenigen onder de vlag van de islam. Na de dood van profeet Mohammed in 632 werd Abu Bakr de leider van de moslims en de eerste kalief. Na eerst een interne opstand te hebben neergeslagen viel hij het Byzantijnse Keizerrijk aan. Onder hem en zijn opvolgers breidde het gebied dat de Arabieren in handen kregen snel uit. Zij veroverden Noord-Afrika, delen van Zuid-Europa en vernietigden het Perzische Rijk. Daardoor verschoof ook het machtscentrum van de islam van het Arabisch schiereiland naar de nieuw veroverde gebieden en steden, zoals Damascus, Bagdad en Caïro. Mekka en Medina bleven belangrijk als religieuze centra. Volgens de Koran moet elke moslim, als een van de vijf zuilen van de islam, een bezoek hebben gebracht aan Mekka (de hadj). Sindsdien trekken grote aantallen moslims naar Saoedi-Arabië.

## Middeleeuwen
Gedurende de middeleeuwen werd Saoedi-Arabië nog steeds grotendeels bewoond door verschillende stammen. Ook ontstonden verschillende kleine emiraten die korte of langere tijd bleven bestaan. Vanaf de 10e eeuw begon de macht van de Hasjemieten wel steeds meer toe te nemen. De leden van deze stam, met aan het hoofd de Sjarief van Mekka, waren rechtstreekse afstammelingen van Mohammed en regeerden aanvankelijk alleen over Mekka en Medina. Zij breidde hun macht echter verder uit en hadden na verloop van tijd het grootste deel van de regio Hejaz in handen.

## Ottomaanse Rijk
Vanaf het begin van de 16e eeuw kwam het Ottomaanse Rijk opzetten in de regio. In 1517 veroverde sultan Selim I Mekka en Medina en het grootste deel van het huidige Saoedi-Arabië. De Ottomanen hielden het gebied de daaropvolgende vier eeuwen in hun bezit. In hoeverre de inwoners iets merkten van de nieuwe heersers hing grotendeels af van de macht en invloed van het centrale gezag. Zo behield de Sjarief van Mekka veel zeggenschap over het gebied, hoewel er vaak wel sprake was van een Ottomaanse gouverneur en een Ottomaans garnizoen in Mekka. In het oostelijk deel van het land verloren de Ottomanen de macht in de regio Al Hasa door een opstand van Arabische stammen. In de 19e eeuw kwam Al Hasa weer in hun bezit.

## Saoedische Rijk

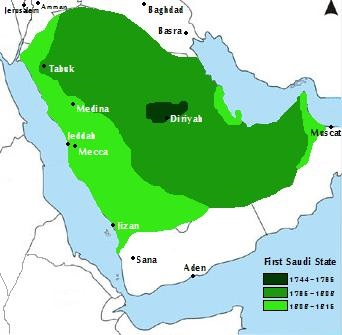
Het eerste Saoedische Rijk in de 18de eeuw.

De Saoedische dynastie vindt haar oorsprong in Centraal-Arabië rond ongeveer 1750. Een lokale heerser, Mohammed bin Saoed, ging een alliantie aan met Mohammed ibn Abd al-Wahhaab, een puriteins hervormer van de islam, om een nieuwe politieke eenheid te vormen. In de volgende 150 jaar groeide in stappen de macht en welvaart van de Saoedi's, toen zij vochten met Egypte, het Ottomaanse Rijk en andere Arabische families (zoals de Hasjemieten en de Rasjidi's) om controle over het Arabische schiereiland.
De eerste 'Saoedi-staat' werd in 1744 rond Riyad gesticht en besloeg in korte tijd het grootste deel van het huidige Saoedi-Arabië. Bezorgd door de groeiende macht van de Saoedi's gaf de Ottomaanse sultan Mustafa IV opdracht aan de Egyptische onderkoning Mohammed Ali Pasha om het gebied terug te veroveren. Deze viel het land samen met zijn zonen binnen en vernietigde de macht van het Huis van Saoed.
De Saoedi's keerden in 1824 terug aan de macht, maar die bleef beperkt tot de regio Nadjd en zelfs daar kwamen zij in conflict met de Rasjidi's. Door de 19e eeuw heen bevochten de rivaliserende huizen elkaar. Dit eindigde in een verlies voor het Huis van Saoed dat in 1891 in ballingschap vertrok naar Koeweit. Zij keerden in 1902 terug.

## De Arabische Opstand
Aan het begin van de 20e eeuw maakte het gebied nog steeds deel uit van het Ottomaanse Rijk. De Egyptenaren waren rond 1840 vertrokken en de Sjarief van Mekka had weer de controle over de Hejaz. Verder waren er veel stammenleiders die onder Turks gezag de controle hadden over bepaalde gebieden. Bij het uitbreken van de Eerste Wereldoorlog koos het Ottomaanse Rijk de zijde van Duitsland en Oostenrijk-Hongarije. Frankrijk en Groot-Brittannië zetten de Arabieren aan tot een opstand onder leiding van Hoessein ibn Ali, de Sjarief van Mekka. Zijn doel was Arabische onafhankelijkheid en de vorming van een Arabische staat die reikte van Aleppo in Syrië tot de stad Aden in Jemen. De Fransen en Britten hadden echter een geheim akkoord, de Sykes-Picot-overeenkomst, gesloten waarin zij het Ottomaanse Rijk onderling hadden verdeeld.
Arabische nationalisten riepen in Damascus de emir Faisal, zoon van Bin Ali en de feitelijke leider van de Arabische Opstand, uit tot koning van een onafhankelijk Arabië. De Britten, die in een ongemakkelijke spagaat zaten tussen hun Franse bondgenoten (van wie de meeste Britse politici en militairen een grondige afkeer koesterden) en hun Arabische protégés, waren geneigd Faisals claim te erkennen. De Fransen wilden echter van geen wijken weten. Syrië moest en zou Frans worden zoals voorzien in de Sykes-Picot-overeenkomst, en uiteindelijk gingen de Britten door de knieën. De deal werd bezegeld tijdens een aantal vergaderingen van de vredesconferentie begin 1920 in het Italiaanse San Remo. Frankrijk kreeg Syrië en Libanon, en toen de Arabische nationalisten hiertegen in opstand kwamen, werd die opstand met grof geweld onderdrukt.

## De opdeling van Arabië

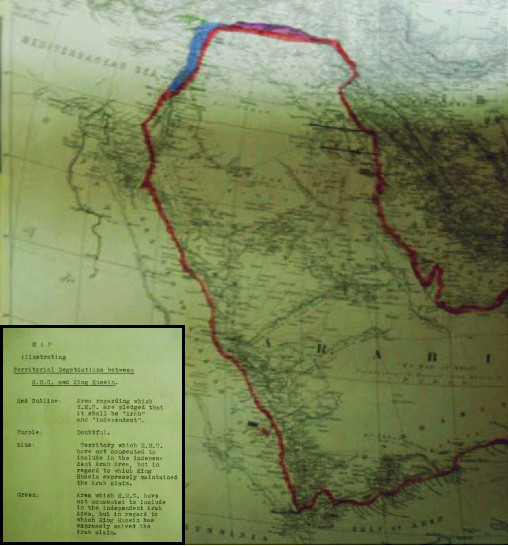
Kaart van het door Britten beloofde Arabische Koninkrijk.

De beloning die de Britten voor hun steun aan Frankrijk bedongen, was aanzienlijk. Groot-Brittannië kreeg Zuid-Syrië, dat werd opgedeeld in Palestina en Transjordanië, en de drie Ottomaanse provincies Mosoel, Bagdad en Basra in het oosten, het gebied dat nu "Irak" wordt genoemd. Ook de familie van de Sjarief kreeg zijn deel, al bestond dat uit een serie troostprijzen en niet uit het oorspronkelijk beloofde grote Arabische koninkrijk. De Sjarief zelf werd koning van de Hejaz (met de voor moslims heilige steden Mekka en Medina) en zijn zoon Abdoellah besteeg in het woestijnstadje Amman de troon als koning van Transjordanië. Faisal kreeg uiteindelijk de troon van Irak, maar hij kon daar pas in 1921 door de Britten worden geïnstalleerd nadat het land was 'gepacificeerd'.
Het Huis van Saoed, met aan het hoofd Abdoel Aziz al Saoed, was na zijn terugkeer uit ballingschap er intussen in geslaagd de Rhasjidi's een aantal gevoelige nederlagen toe te brengen. Met toestemming van de Turken veroverden zij de stad Riyad en de regio's Nejd en Al-Hasa. De Saoedi's vermeden deelname aan de Arabische opstand, maar bestreden in plaats daarvan de Rhasjidi's in het noorden van Arabië. In 1920 veroverde Abdoel Aziz Asir, een gebied dat tussen Hejaz en Jemen in ligt. De Rhasjidi's werden in 1920 definitief verslagen met de annexatie van het noorden van Arabië.

## Het Koninkrijk van Saoedi-Arabië

### Abdoel Aziz (1932-1953)

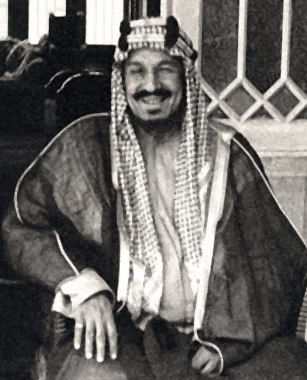
Abdoel Aziz al Saoed

Doordat de Britten Hussein bin Ali, koning van Hejaz, altijd hadden gesteund was Abdoel Aziz voorzichtig om hem iets aan te doen. In 1923 trokken de Britten hun steun in en de Saoedi's vielen Hejaz aan. Drie jaar later was het gebied in hun handen. Groot-Brittannië erkende het recht van Abdoel Aziz op de troon. Zijn bondgenoten wilden vervolgens verder oprukken en de Britse protectoraten Trans-Jordanië, Irak en Koeweit innemen. Abdoel Aziz weigerde echter omdat hij bang was voor de militaire macht van de Britten. Een deel van zijn bondgenoten kwam in opstand, maar werd in 1930 verslagen in de Slag bij Sabilla.
Abdoel Aziz verenigde al zijn gebieden in 1932 in het Koninkrijk van Saoedi-Arabië. Hijzelf werd de eerste koning. De grenzen met de buurlanden werden vastgesteld na verschillende onderhandelingen. Er was nog sprake van een korte oorlog met Jemen, maar die eindigde door de sluiting van het Verdrag van Ta'if in 1934.
De vondst van aardolie in 1938 betekende veel voor Saoedi-Arabië. De olie werd gevonden in Al Hasa en langs de hele kust van de Perzische Golf. De eerste productie ging in 1941 van start en in de jaren daarna begon het buitenlandse geld Saoedi-Arabië binnen te stromen, tot op de dag van vandaag. De olie-opbrengsten stegen van 7 miljoen dollar in 1939 naar meer dan 200 miljoen dollar in 1953. Daarvóór was het geld van de pelgrimages naar Mekka de belangrijkste bron van inkomsten. De nieuwe economische voorspoed bracht niet alleen voordelen met zich mee. Het culture leven bloeide, maar het leidde ook tot een stroom van buitenlanders en een toenemende xenofobie. Ook werd er door de regering veel geld verspild aan overbodige luxe en extravagante uitgaven. Dit ging zelfs zo ver dat Saoedi-Arabië in de jaren vijftig in het buitenland geld moest lenen.

### Koning Saoed (1953-1964)

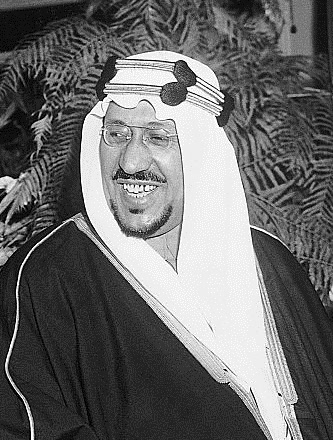
Koning Saoed

Na de dood van Abdoel Aziz in 1953 volgde zijn zoon Saoed hem op. Het precieze aantal kinderen van Abdoel Aziz is onbekend. Waarschijnlijk had hij 22 vrouwen en 37 zonen. Zes van die zonen brachten het uiteindelijk tot het koningschap. Een intern conflict onder meer over de afschaffing van de slavernij in 1962 leidde ertoe dat koning Saoed in 1964 de macht overdroeg aan zijn halfbroer prins Faisal.

### Koning Faisal (1964-1975)
In diezelfde periode waren er spanningen in buurland Jemen. Daar was in 1962 een burgeroorlog uitgebroken tussen royalisten en republikeinen. Egypte steunde de nieuwe republikeinse regering, terwijl Saoedi-Arabië achter de royalisten stond. De spanningen verdwenen pas toen Egypte na 1967 zijn troepen terugtrok. Saoedi-Arabië nam niet deel aan de Zesdaagse Oorlog, maar ging wel over tot jaarlijkse subsidies om de economieën van Egypte, Jordanië en Syrië te stimuleren, In 1965 verkreeg Saoedi-Arabië zesduizend vierkante kilometer in de binnenlanden van Jordanië door een belangrijke kuststrook aan de zuidkant van Akaba van 12 kilometer af te staan aan Jordanië.
In juni en juli 1969 werd er een complot tot staatsgreep ontdekt. Meer dan tweeduizend personen werden gearresteerd en een dertigtal militairen zou zijn geëxecuteerd. Het ging om een groep officieren van de luchtmacht en de inlichtingendienst die geïnspireerd door het Arabisch socialisme een republiek van het Arabisch schiereiland wilden oprichten. Een tweede revolutionaire groepering betrof een groep notabelen uit het voormalige koninkrijk Hejaz. Hun leider Ahmed Tawil werd in september 1969 gearresteerd.
Voor de opbouw van de economie en de infrastructuur kreeg Saoedi-Arabië veel steun van de Verenigde Staten. Dit leidde tot een sterke economische band tussen beide landen, maar leidde ook tot veel antiamerikanisme bij de Arabieren. Na de Jom Kipoeroorlog nam Saoedi-Arabië deel aan de Arabische olieboycot die werd ingesteld tegen de Verenigde Staten en Nederland. Samen met de andere OPEC-landen was Saoedi-Arabië ook begonnen met het geleidelijk opkrikken van de olieprijs. Dit leidde tot een nog sneller toenemende rijkdom en politieke invloed.
Saoedi-Arabië begon zij nieuw verkregen rijkdommen ook te gebruiken door zijn positie binnen de Arabische wereld te verstevigen. Dit deed zij door op grote schaal ontwikkelingshulp te verstrekken aan armere landen. Anderzijds trokken er veel werkmigranten richting Saoedi-Arabië. De meesten kwamen uit India, Pakistan en Egypte. The World Factbook van de Central Intelligence Agency schatte in 2010 dat het land 5 miljoen buitenlanders telde op een bevolking van 25 miljoen.

### Koning Khalid (1975-1982)
Koning Faisal werd in 1975 om onduidelijke redenen vermoord door zijn neefje prins Faisal bin Musa'id. Zijn halfbroer Khalid volgde hem op. Onder zijn leiding nam de sociale en economische ontwikkeling een extra vlucht. De banden met de Verenigde Staten werden aangehaald. Er was sprake van een innige samenwerking. In de jaren zeventig en tachtig vertrokken er jaarlijks bijna vijftigduizend Saoedi's naar de Verenigde Staten om daar te studeren. Er vonden in die tijd twee gebeurtenissen plaats die een bedreiging vormden voor het Huis van Saoed en een grote invloed zouden hebben op het binnenlands en buitenlands beleid van het regime. Die eerste gebeurtenis was de Islamitische Revolutie in Iran. De Saoedische regering vreesde dat de sjiitische minderheid in hun eigen land ook in opstand zouden komen tegen het regime, al dan niet met steun van Iraanse geloofsgenoten.
De tweede gebeurtenis was de bezetting door islamitische extremisten van de Al-Masjid al-Haram, de grote moskee in Mekka. In deze moskee wordt de Ka'aba bewaard. Honderden pelgrims werden dagenlang gegijzeld door radicale islamisten. Zij hadden moeite met het beleid van het koningshuis. Zo zou het onvoldoende handelen in de geest van de islam. Bovendien was er veel corruptie binnen de regering. Bij de herovering van de moskee verloren honderden gijzelaars en soldaten het leven. De reactie van de koninklijke familie was dat zij veel strenger gingen toezien op het naleven van de regels van een veel striktere vorm van de islam. Zo werden bioscopen bijvoorbeeld gesloten en kregen de oelema, de hoogste raad van geestelijken, meer zeggenschap binnen de regering. De nieuwe maatregelen hadden maar ten dele effect. Ook daarna was er sprake van een groeiend islamisme bij de bevolking.
Vanaf 1980 trok een heel contingent Saoedische vrijwilligers naar Afghanistan om daar de Sovjet-Unie te bevechten. Deze waren een jaar eerder binnengevallen. Een van de vrijwilligers van het eerste uur was Osama bin Laden. In de jaren daarna radicaliseerde deze verder. Tot een definitieve breuk met zijn vaderland kwam het toen Saoedi-Arabië in 1990 tijdens de Golfoorlog massaal Amerikaanse troepen toeliet op haar grondgebied. In 1992 werd hij onder huisarrest geplaatst omdat hij doorging met het bekritiseren van het regime. Twee jaar later ontnam de Saoedische regering de inmiddels naar Soedan gevluchte Bin Laden de Saoedische nationaliteit.

### Koning Fahd (1982-2005)

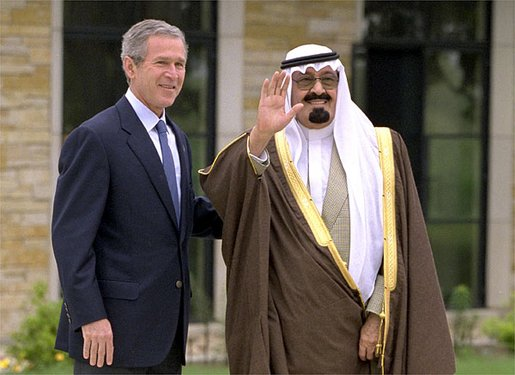
De Saoedische kroonprins Abdoellah met de Amerikaanse president George W. Bush (25 april 2002)

Koning Khalid overleed in 1982 en werd opgevolgd door zijn broer Fahd. Deze bleef streven naar een nauwe samenwerking met de Verenigde Staten. Het land groeide uit tot de grootste olieproducent van de wereld. De rijkdom bereikte ook de bevolking en dit vertaalde zich bijvoorbeeld in een toenemende verstedelijking en betere onderwijsmogelijkheden. Tegelijkertijd bleef bijna alle macht liggen bij de koninklijke familie. Dit leidde tot een groeiende onvrede bij de bevolking.
Na de invasie van Irak in Koeweit in 1990 sloot Saoedi-Arabië zich aan bij de anti-Irakcoalitie. Koning Fahd was bang voor een aanval door Irak en nodigde Amerikaanse troepen uit op zijn grondgebied. Saoedische troepen en vliegtuigen namen ook deel aan de militaire operaties tegen Irak. De Amerikaanse aanwezigheid in Saoedi-Arabië leidde echter tot een toenemend terrorisme en leidde tot toenemende aanslagen in het decennia daarna. De meeste van de aanslagplegers van 11 september 2001 hadden de Saoedische nationaliteit.
Dit in combinatie met een groeiende werkloosheid leidde tot een groeiende onvrede onder de bevolking jegens de regering. De regering stelde enkele beperkte hervormingen voor, maar deze hadden uiteindelijk weinig praktische consequenties. Koning Fahd liet duidelijk weten tegen een democratie te zijn, omdat dat niet in lijn zou zijn met de islam. De koning werd in 1995 getroffen door een herseninfarct en zijn broer prins Abdullah trad op als regent. Na het overlijden van Fahd in 2005 volgde Abdullah hem daadwerkelijk op als koning.

### Koning Abdullah (2005-2015)
Prins Abdullah begon in zijn buitenlands beleid afstand te nemen van de Verenigde Staten. Zo wilde hij het land in 2003 niet steunen bij haar aanval op Irak. Het nieuwe beleid wierp niet direct vruchten af. Er vonden nog regelmatig terroristische aanslagen plaats, zoals de aanslag op drie compounds in Riyaad waarbij 27 mensen, waaronder veel westerlingen, het leven verloren. De regering besloot daarop nog veel strenger op te treden tegen islamitische terroristen. Ook ging Abdullah heel voorzichtig over tot een aantal hervormingen. Op economisch terrein kwamen er gelimiteerde mogelijkheden voor buitenlandse investeerders. Abdullah verving een aantal gevestigde leidinggevenden binnen het juridische systeem en bij de religieuze politie voor personen met een gematigde opvatting. Verder stelde hij de eerste vrouwelijke staatssecretaris aan in de geschiedenis van Saoedi-Arabië.

### Koning Salman (2015-heden)
Sinds 2015 is Salman bin Abdoel Aziz al-Saoed koning.
Saoedi-Arabie is sinds 2015 betrokken bij de Jemenitische Burgeroorlog. Het land staat aan het hoofd van een coalitie van tien landen en grepen in om premier Abd Rabbuh Mansur Al-Hadi in het zadel te houden. De regering van Hadi is in een oorlog verwikkeld met sjiitische Houthi-rebellen, die op hun beurt weer gesteund worden door Iran. De belangrijkste reden voor Saoedi-Arabië om in te grijpen was om te voorkomen dat aartsvijand Iran een machtbases zou krijgen in buurland Jemen. Internationaal kreeg Saoedi-Arabië veel kritiek vanwege de schending van mensenrechten en de vele burgerslachtoffers.
In december 2015 werden de eerste drie vrouwelijke kandidaten ooit verkozen bij verkiezingen in Saoedi-Arabië. Saoedi-Arabië was het laatste land waar vrouwen niet het recht hadden om op te komen bij verkiezingen of te stemmen. In tegenstelling tot de gebruikelijke troonopvolging van de jongere broers, benoemde hij zijn zoon Mohammad bin Salman al-Saoed (M.B.S.) tot kroonprins op 21 juni 2017. De vorige kroonprinsen zijn Moekrin bin Abdoel Aziz al-Saoed (zijn jongste broer) tot 28 april 2017, dan Mohammed ben Nayef, neef van de koning.
De feitelijke macht is grotendeels overgegaan naar zijn zoon en kroonprins M.B.S. die grote ambities heeft en Saoedi-Arabië grondig wil hervormen op alle vlakken. De religieuze politie heeft geen aanhoudingsbevoegdheden meer en vrouwen mogen vanaf juni 2018 met de auto rijden.
De kroonprins verstevigde zijn positie in november 2017 met de arrestatie van vier zittende ministers, tal van oud-ministers en elf prinsen, waaronder de miljardair Al-Waleed bin Talal. een van de rijkste mensen van het Midden-Oosten. Ook het hoofd van de Nationale Garde werd vervangen. Zij werden beschuldigd van fraude en kochten meestal vervolging af met de betaling van grote geldsommen. Dit leverde de Saoedische schatkist zeker 86 miljard euro op.
Saoedi-Arabië raakte in oktober 2018 internationaal in opspraak vanwege de dood van Jamal Khashoggi. Khashoggi was een kritische journalist die schreef voor de Washington Post. In oktober 2018 bezocht hij het Saoedische consulaat in het Turkse Istanboel, maar kwam nooit meer naar buiten. Bij nader onderzoek bleek hij in de ambassade gedood te zijn. Dat bleek onder andere uit geluidsopnames die Khasshoggi waarschijnlijk had gemaakt met zijn smartwatch. De New York Times publiceerde vervolgens een verhaal waarin zij concludeerde dat de mannen die betrokken waren bij zijn dood directe banden hadden met de kroonprins Mohammed bin Salman.
In 2023 beschuldigde Human Rights Watch Saoedische grenswachters van het massaal en met explosieve munitie neerschieten van Ethiopische vluchtelingen die trachten vanuit Jemen de grens over te steken.

## Kaartengalerij

Emiraat Diriyah (1744-1818)
Emiraat Nadjd (1824-1891)
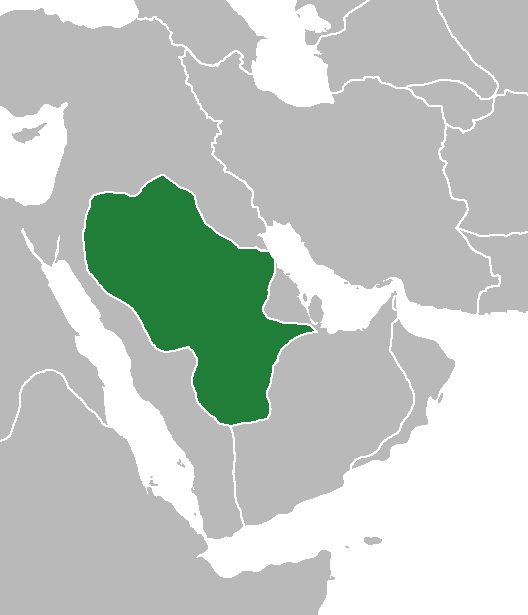
Emiraat Hail (1836-1921)
Het Emiraat Nadjd en Hasa (1902-1921)
Emiraat Asir (1914-1930)
Koninkrijk Hidjaz (1916-1925)
Sultanaat Nadjd (1921-1926)
Koninkrijk Nadjd en Hidjaz (1926-1932)
Het huidige Koninkrijk Saoedi-Arabië (1932-heden)